# Soucia
Soucia település Franciaországban, Jura megyében. Lakosainak száma 174 fő (2022. január 1.). Soucia Clairvaux-les-Lacs, Barésia-sur-l’Ain, Châtel-de-Joux és Thoiria községekkel határos.

## Népesség
A település népessége az elmúlt években az alábbi módon változott:
| Lakosok száma | 151  | 108  | 107  | 111  | 178  | 189  | 187  | 177  | 175  | 174  |
|               | 1968 | 1982 | 1990 | 2006 | 2013 | 2015 | 2017 | 2019 | 2020 | 2022 |